# Adolf Rudbeck
Adolf Rudbeck, född 9 februari 1726 i Uppsala, död 23 augusti 1801 på Jakobsbergs gård i Järfälla socken, Stockholms län, var en svensk friherre och hovmarskalk.

## Släktförhållanden

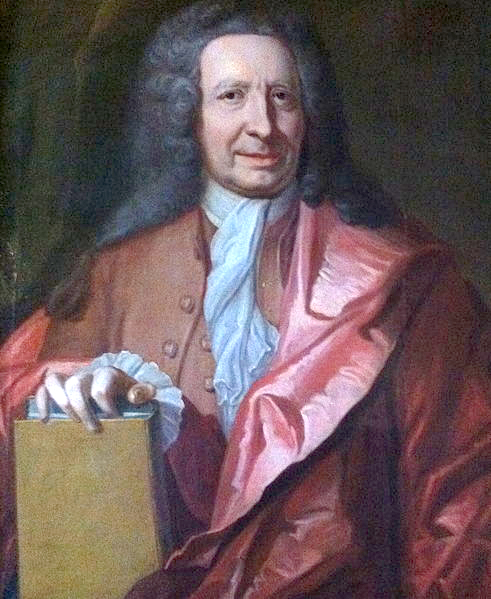
Porträtt av Olof Rudbeck den yngre, far till Adolf Rudbeck. Oljemålningen finns i Uppsala universitetsbibliotek.

Adolf Rudbeck var son till naturhistorikern och språkforskaren, professor Olof Rudbeck den yngre (1660–1740) och hans tredje hustru Charlotta Rotenburg (1691–1761). Modern, som var tyska, var född 1691 och dog 1761 i Hässelby i Börje socken i Ulleråkers härad i Uppland.. Adolf Rudbeck var således sonson till vetenskapsmannen Olof Rudbeck den äldre (1630–1702), medicine professor i Uppsala. Hans far Olof Rudbeck den yngre adlades Rudbeck 1719, sju år före Adolf Rudbecks födelse.

## Biografi
Vid 5 års ålder började Adolf Rudbeck sina skolstudier i Uppsala 7 augusti 1731. Vid 15 års ålder skrev han in sig i Uppsala 1741 och fortsatte sina studier där. Därefter fortsatte han sedan i militärtjänst något år som volontär vid livgardet, då han var förare vid Jämtlands regemente samma år, 1742 blev han korpral vid Livregementet till häst. Det militära äldre förbandet Livregementet till häst var då förlagt till Stockholms garnison i Stockholm. Han blev dock inte officer, utan kom istället till hovet.
Samma år som han blev korpral, 1742, kom han till hovet hos kung Adolf Fredrik och drottning Lovisa Ulrika. 12 augusti 1750 blev han hovjunkare och 2 april 1757 avancerade han till kammarherre, och då han var 44 år gammal blev han 26 februari 1770 hovmarskalk. Kung Adolf Fredrik dog 12 februari 1771, men Rudbeck fortsatte sin hovtjänst under den nye kungen Gustav III fram till 1778.
15 oktober 1771 fick han friherres värdighet och adopterades på sin halvbrors sons, Thure Gustaf Rudbecks friherrliga värdighet och introducerades 1776 under nr 282. Man kan också uttrycka adoptionen av den friherrliga värdigheten så att Thure Gustaf Rudbeck fick friherrlig värdighet 15 oktober 1771 på samma gång som hans faders halvbror Adolf Rudbeck fick värdigheten. Thure Gustaf Rudbeck köpte Edsbergs slott i Sollentuna socken.

## Äktenskap och familj
Adolf Rudbeck gifte sig vid 25 års ålder 23 oktober 1751 i Årsta slott i Österhaninge socken på Södertörn i Södermanland med den ett halvår yngre friherrinnan Sigrid Eva Stromberg (Eva Stromberg), som också precis hade fyllt 25 år. Hon var född 13 september 1726 på Hässelby gård i Tuna socken i Uppland, död 21 juni 1800 i Stockholm. Hon var dotter till kammarherren friherre Ulrik Alexander Stromberg (1691–1767) och hans första fru friherrinnan Barbro född Fleming af Liebelitz.
Adolf Rudbeck gifte sig andra gången 1801 med statsfrun hos änkedrottning Lovisa Ulrika, friherrinnan Christina Rålamb (1748–1824) i hennes andra gifte. Hon var född år 1748 i Högsjö och död 2 oktober 1824, hon var dotter till hovmarskalken friherre Hans Gustaf Rålamb (1716–1790) och Catharina Magdalena Boij.

### Barn
Med Sigrid Eva Stromberg (1726–1800). Några av barnen var födda på Boxholms säteri Några av de andra barnen var födda på Hässelby gård, De fick 11 barn:
- Olof Ulrik, född 10 september 1752 i Bollstavik, Tuna. Död 2 januari 1753.
- Barbro Charlotta, född tvilling 24 september 1754 i Boxholm, Ekeby socken. Stiftsjungfru. Död ogift 4 september 1811 på Kersö, Ekerö.
- Adolf Fredrik, född tvilling 24 september 1754 i Boxholm, Ekeby socken. Överstelöjtnant. Död 10 september 1825 i Alunda. Gift 16 november 1786 i Styngsberg, Tierp, med Ulrika Charlotta Söderhielm, född 15 december 1766, död 19 februari 1815 i Sala.
- Carl Fredrik, född 21 september 1755 i Alunda. Major. Död 25 oktober 1814 i Stockholm.[10]
- Ulrik Alexander, född 21 december 1756 i Kydingeholm, död 17 maj 1757 i Tuna socken.
- Sigrid Ulrika, född 16 januari 1758 i Tuna socken. Stiftsjungfru. Död 17 januari 1784 på Sveaborg. Gift, 23 år, 11 januari 1781 på Görvälns slott i Järfälla socken, Stockholms län med sin halvkusin, överstelöjtnanten Carl Paco Hård af Segerstad (1747–1815), 28 år, i hans 1:a gifte. Han var halvkusin till Sigrid.
- Fredrika Christina, född 10 augusti 1759 i Tuna socken. Stiftsjungfru. Död 9 januari 1804 i Stockholm. Gift, 22 år, 28 januari 1781 på Görvälns slott i Järfälla socken med protokollssekreteraren friherre Carl Gripenstierna (1755–1817), 26 år. Han var godsägare. 16 år efter bröllopet var han delägare och brukare på Görväln.
- Alexander, född 21 december 1761 i Tuna socken, död 26 januari 1779 på Bornholm.
- Hedvig Johanna, född 26 juni 1763 i Tuna socken. Stiftsjungfru. Död 15 januari 1782 i Linköping. Gift, 26 år, 26 november 1780 på Görvälns slott i Järfälla socken med majoren, greve Carl Emil Cronhielm af Hakunge (1752–1806), 28 år, i hans 1:a gifte. Han var systerson till Pehr Carlskölds (1718–1765) kvarlevande änka, Virginia Sofia Adlerberg, nu omgift friherrinna Stackelberg. Sofia Adlerberg var dotter till Olof Adlerberg, som var ägare till Säby gård och Jakobsbergs gårdar i Järfälla åren 1749–1757. Pehr Carlsköld var ägare till Görvälns slott i Järfälla åren 1752–1759.
- Ture Gustaf, född 15 juni 1766 Hässelby gård i Tuna socken. Död 1 augusti 1766  Hässelby gård, Tuna socken.
- Henrietta, född 28 november 1768. Stiftsjungfru. Död 25 augusti 1808 i Stockholm. Gift, 24 år, 29 maj 1792 på Görvälns slott i Järfälla socken med överjägmästaren Carl Fredrik Uggla (1761–1843), 31 år, i hans 1:a gifte.

## Egendomsinnehav
Av sin första svärfar, Ulrik Alexander Stromberg fick Rudbeck 1767 ärva Hesselby herrgård i Tuna socken i Uppland, som han skrev sig till och senare även Lydinge Säteri i Alunda, strax nordost om Uppsala.
År 1770 köpte Adolf Rudbeck Boxholms gård, ett säteri som ligger längs Svartåns dalgång i Ekeby socken i Östergötland.  Han ägde Boxholms sätesgård till 1779. 
Bilder, Boxholms bruk i Ekeby socken i Östergötland
1774 flyttade Rudbeck med sin familj till Görväln och de kom sedan att bo där i 22 år.  Fyra av hans döttrar gifte sig också på Görväln. 
Under Görväln låg Skälby gård

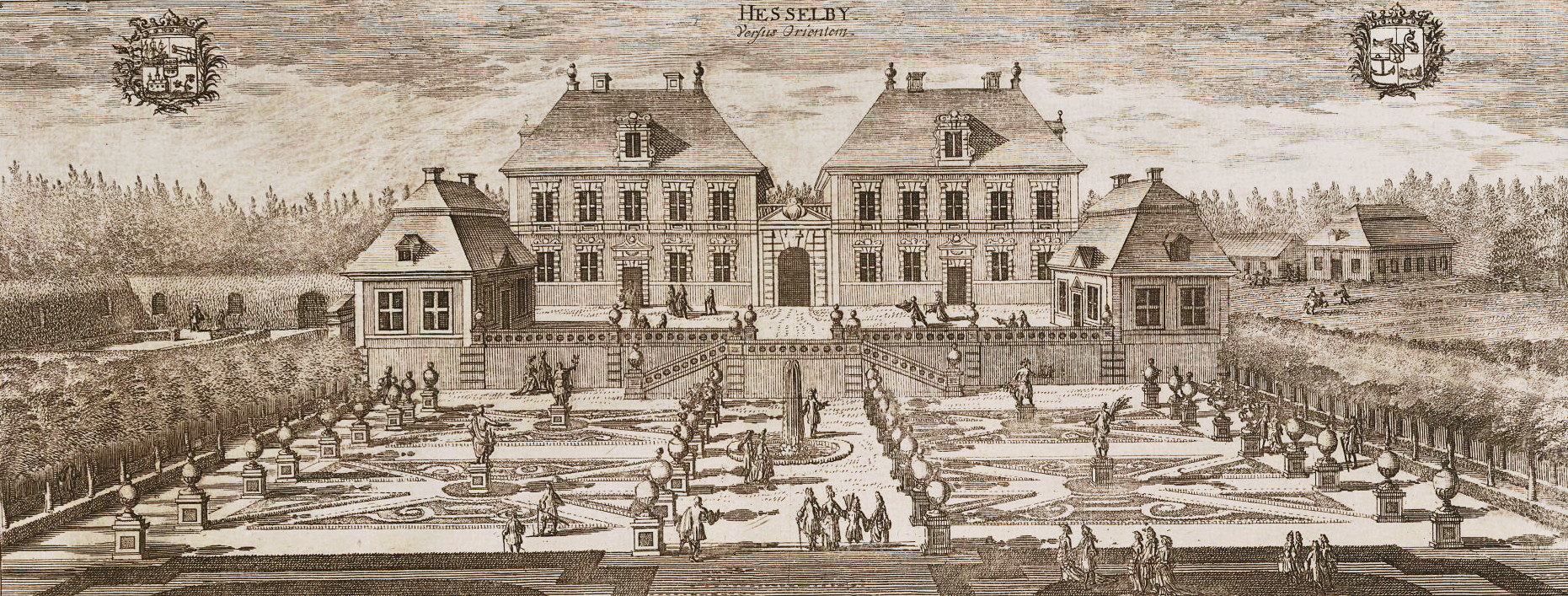
Hesselby gård
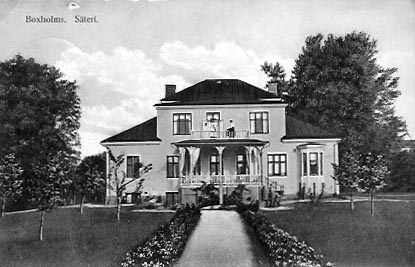
Boxholms säteri
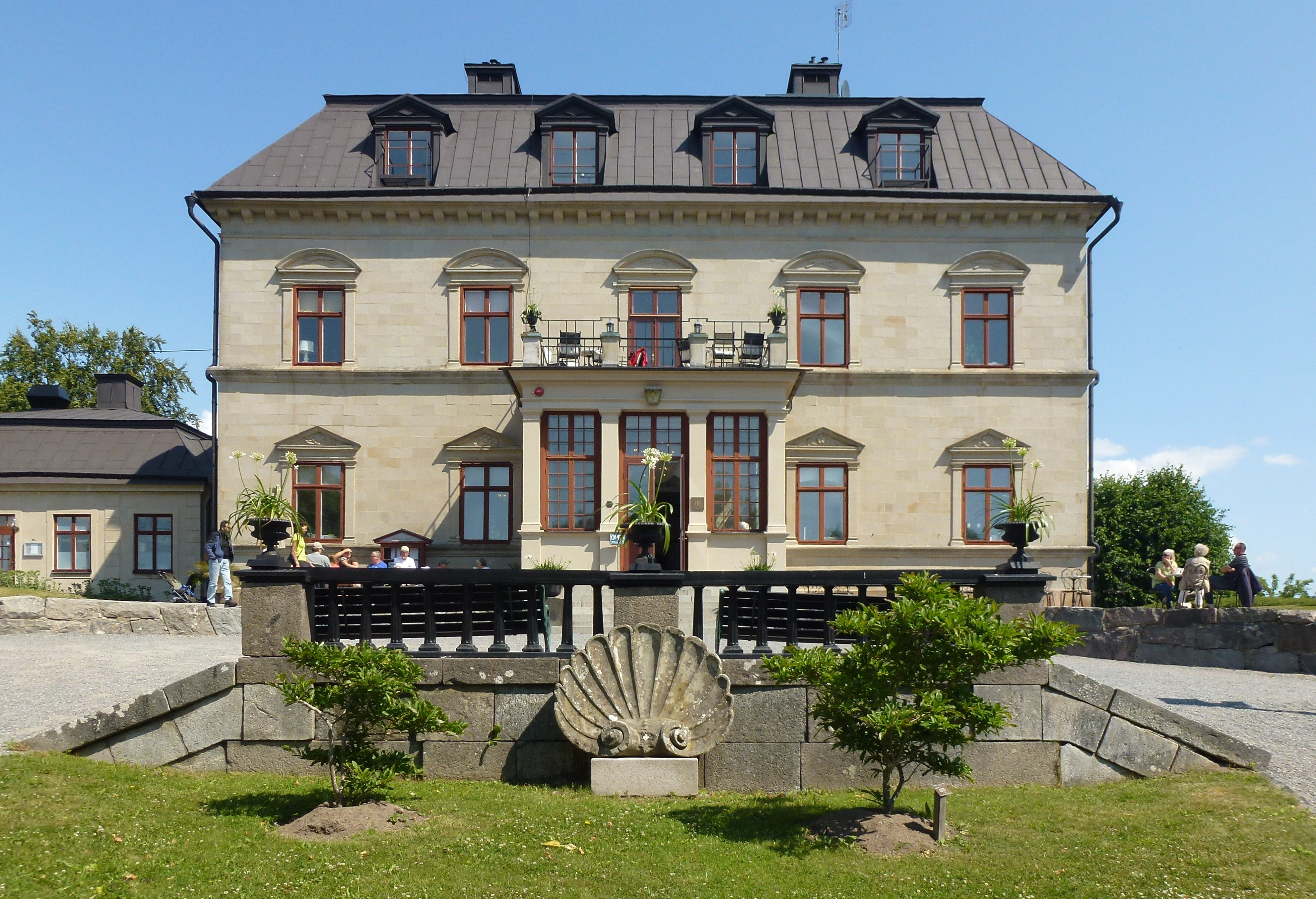
Görvälns slott i Järfälla.
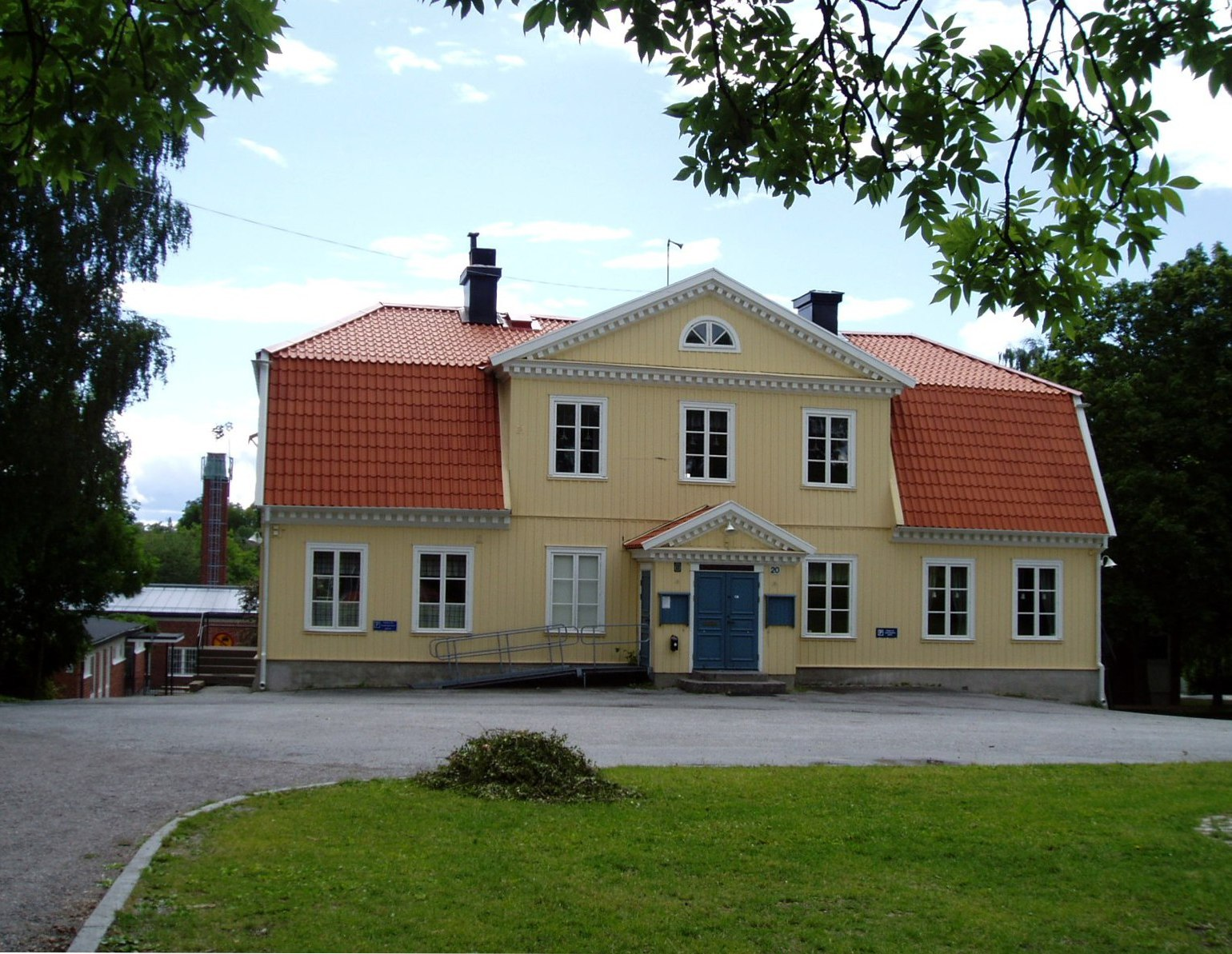
Skälby gård

Då Rudbeck och hans hustru blev 70 år, båda fyllde år 70 år 1796, beslöt de att sälja Görväln och de flyttade då till den samma år inköpta Almare-Stäkets gård, som var mindre. Han donerade 1798 pengar, ett stående kapital, till en skolinrättning för Spånga och Järfälla socknar, Spånga-Järfälla skola.
Efter flytten till Almare-Stäkets gård avled emellertid hustrun friherrinnan Eva Stromberg fyra år senare, i juni 1800. Rudbeck köpte då istället Jakobsbergs gård i Järfälla socken år 1800 och flyttade dit. Året därpå gifte den 75-årige Rudbeck om sig med den jämnåriga statsfrun Christina Rålamb, men kort därefter avled han, den 23 augusti 1801.

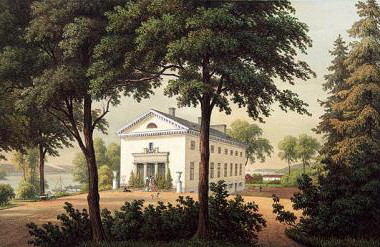
Almare-Stäkets herrgård
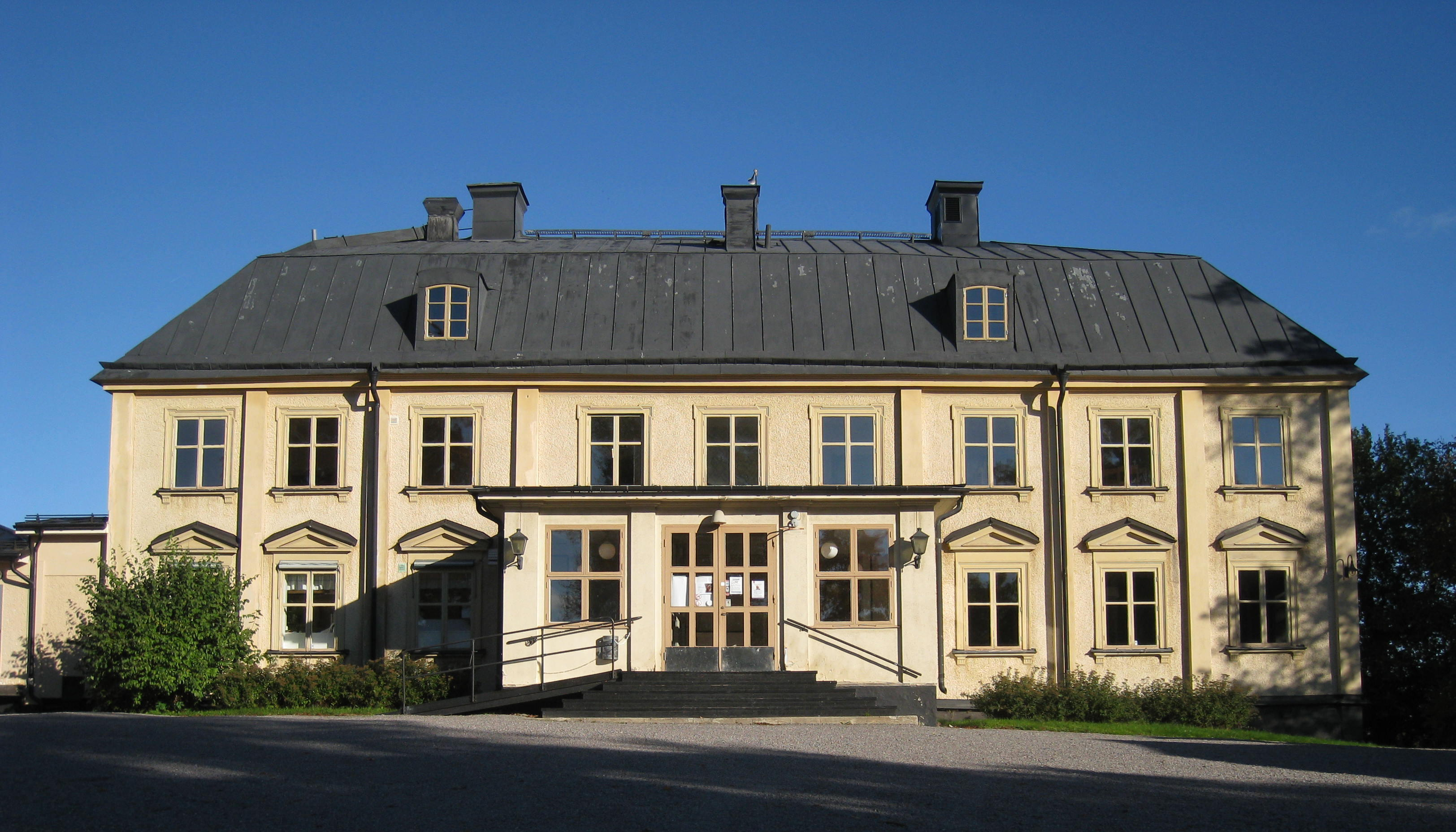
Jakobsbergs gård

## Porträtt

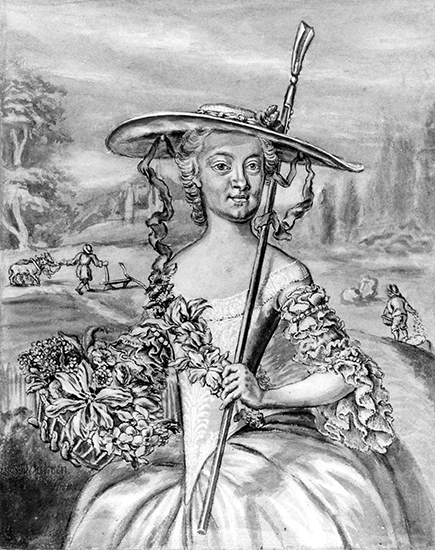
Friherrinnan Sigrid Eva Stromberg (1726–1800), teckning i halvfigur kallad "Våren", 1739

Konstnären och porträttmålaren Carl Fredrich Brander (1705–1779) har målat ett porträtt av Adolf Rudbeck. Porträttet finns fotograferat av Svenska Porträttarkivet (SPA) vid Nationalmuseum, På Södermanlands museum i Nyköping,  finns ett porträtt föreställande Sigrid Eva Stromberg kallat Våren, målat 1739 av konstnären Lorens Pasch den äldre (1702–1766).

## Adolf Rudbecks väg i Spånga
I Spånga samhälle finns det en gata uppkallad efter Adolf Rudbeck, vägen ligger nära bland andra Tallstubbsbacken och Månskensvägen. Spånga gymnasium ligger vid Adolf Rudbecks väg 21 i Spånga.